# Chinatown (Londýn)

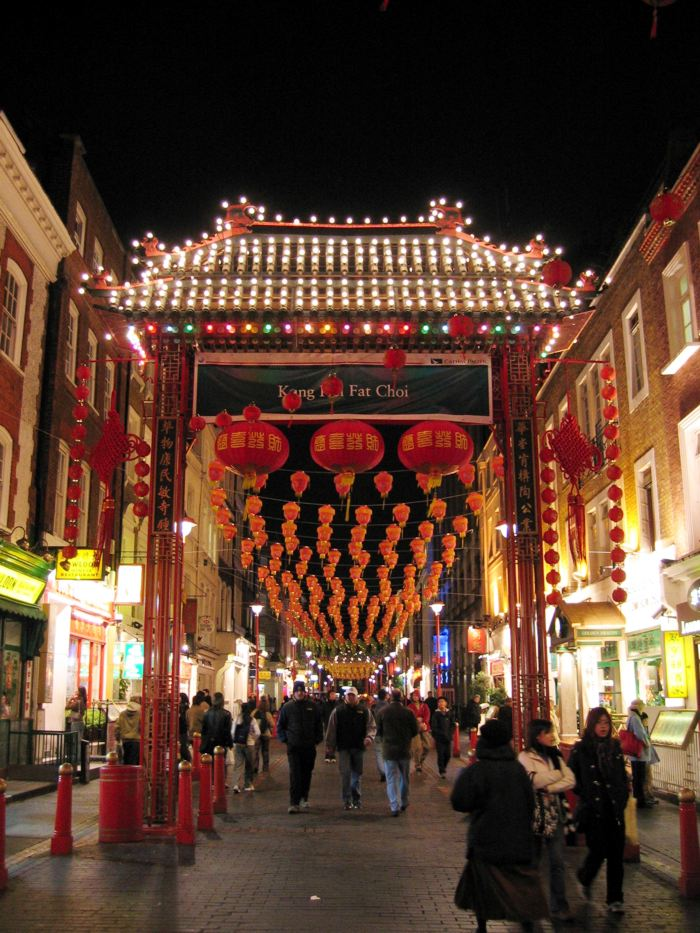
Výzdoba čínské čtvrti k oslavám čínského Nového roku 2004

Londýnský Chinatown (čínská čtvrť, čínsky zjednodušenými znaky 中国城, pinyinem Zhōngguóchéng) je oblast v Soho v obvodu Westminster kolem Gerrard Street. Nachází se zde velký počet čínských restaurací, obchodů s potravinami a suvenýry. Jednou z nejznámějších restaurací je Wong Kei.

## Historie
První oblastí, která byla označována jako Chinatown, bylo území v okolí Limehouse. Ke konci 19. století se jednalo pouze o jednu ulici s obchody. Na počátku 20. století zde byla soustředěna čínská komunita, která zásobovala čínské námořníky vyskytující se v Docklands. Tato komunita pocházela především z Hongkongu. Velká část čínských obyvatel se zde usazovala s partnery jiné národnosti, často se potom tyto míšené rodiny stěhovaly do jiných částí města. Tato oblast se stala známou spíše legálními opiovými doupaty a slumy, než čínskými restauracemi a obchody. První čínská restaurace zde byla otevřena již v roce 1926, ale výrazný růst v oblibě čínské kuchyně nastal až v 60. letech 20. století. Jednalo se také o londýnské centrum erotického průmyslu, nacházelo se zde mnoho erotických obchodů, veřejných domů, prostitutek a barů. V období mezi 1. světovou válkou a třicátými lety 20. století se tato oblast díky své ponuré atmosféře těšila veliké oblibě zvláště u spisovatelů detektivních románů, jako byla například Agatha Christie nebo sir Arthur Conan Doyle. V tomto období se jednalo o čtvrť s nejvyšší dětskou úmrtností v celém Londýně. Mzdy zde byly nízké a nepravidelné. Oblast prošla v roce 1934 výraznou rekonstrukcí, většina starých domů byla zbořena, ale většina původních Číňanů zde stále bydlí.
Během druhé světové války byla většina podniků ve čtvrti uzavřena a většina obyvatel přesunuta do bezpečnějších částí Londýna. Většina původní čtvrti byla zničena během bleskové války. V období po druhé světové válce vzrůstající obliba čínské kuchyně a vlny imigrantů z Hongkongu vedly ke zvýšení počtu čínských restaurací na Gerrard Street. Tato oblast začala být označována jako Chinatown, ačkoli do současnosti neexistuje oficiální vymezení tohoto území.
Proslulá červeno-zlatá výzdoba, kamenní lvi a brána byla přidána až v roce 1985 pro více orientální atmosféru čtvrti. Rovněž se zde nachází dvojjazyčné cedule s názvy ulic.
Společnost Rosewheel v roce 2005 navrhla plán rozvoje východní části Čínské čtvrti. Tento záměr narazil na výrazný odpor původních obyvatel, kteří mají obavy ze ztráty tradičního charakteru, etnického složení obyvatel a zániku čínských obchodů.
Londýnský Chinatown má komerční charakter a má jen malý počet stálých obyvatel. Bydlí zde mnoho ilegálních přistěhovalců, kteří pracuji za minimální mzdu. Dnešní čínská menšina pochází především z pevninské Číny, přestože zpočátku se jednalo o námořníky z Hongkongu.
Nejbližšími zastávkami londýnského metra jsou Piccadilly Circus a Leicester Square. Dnes se poblíž čínské čtvrti nachází mnoho divadel (Apollo Theatre, Piccadilly Theatre, Prince of Wales Theatre apod.), masérské salóny, čínské restaurace, možnosti ubytování přímo v čínské čtvrti a nebo také významná londýnská ulice Shaftesbury Avenue.